# Charles-Gabriel Pravaz

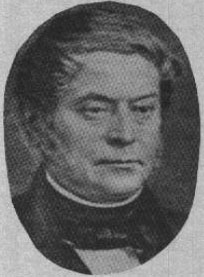
Charles-Gabriel Pravaz

Charles-Gabriel Pravaz (* 24. März 1791 in Pont-de-Beauvoisin bei Lyon, Departement Isère; † 24. Juni 1853 in Lyon) war ein französischer Chirurg und Orthopäde, bekannt für die Entwicklung der Injektionsspritze.

## Leben
Pravaz war Sohn eines Arztes, diente bis 1815 beim Militär und studierte zunächst an der École polytechnique, brach das aber ab, als seine Mutter an Tuberkulose erkrankte, und studierte Medizin in Paris. 1824 wurde er promoviert. Angeregt durch die Beobachtung von Rückendeformationen junger Mädchen (Skoliose) spezialisierte er sich auf Orthopädie. 1829 gründete er mit J. Guerin das Institut Orthopédique du Château de la Muette in Passy mit einer Zweigniederlassung in Lyon. Als er sich 1835 von Guerin trennte, übernahm er ganz die Zweigstelle in Lyon (Institut Orthopédique et Pneumatique Bellevue). Dort entwickelte er teilweise auch noch aus heutiger Sicht verdienstvolle Behandlungsmethoden für die Skoliose und für die Angeborene Hüftluxation. In der Orthopädie hatte er aber keine Schüler – seine Methoden wurden nach seinem Tod aufgegeben und sein Institut geschlossen.
Er ist in Sainte-Foy-lès-Lyon begraben.

## Erfindung der Injektionsspritze
Obwohl schon Robert Boyle und Christopher Wren im 17. Jahrhundert mit Spritzen experimentiert hatten, wird die Erfindung der Spritze üblicherweise dem französischen Feldchirurgen Dominique Anel (1679–1730) zugeschrieben, der damit Wunden säuberte. Sie war den damals üblichen Klistierspritzen ähnlich, nur kleiner. Für Injektionen erfand Pravaz 1841 eine Spritze (Pravaz-Spritze) mit 5 mm Durchmesser und 1 cm³ Inhalt, die ganz aus Silber bestand und die er vom Établissement Charrière herstellen ließ. Die Injektion erfolgte noch über einen Schraubenmechanismus. Er verwendete sie zur Behandlung von Aneurysmen durch Injektion von Eisen(III)-chlorid. Die Hohlnadel hatte auch schon der irische Arzt Francis Rynd (1801–1861) erfunden und 1844 an einer Patientin ausprobiert. Pravaz selbst, der 1853 auch eine Subkutanspritze zur Therapie verwendete, hat seine Erfindung kaum auf breiter Basis erprobt; ihre Kenntnis wurde insbesondere von dem französischen Chirurgen L. J. Béhier in Europa verbreitet. Bald darauf folgten Spritzen, die partiell oder ganz (1869) aus Glas waren, so dass man die zu injizierende Flüssigkeit beobachten konnte. Die Spritze ermöglichte unter anderem die Injektion von Morphin als Schmerzmittel, wie zum Beispiel schon 1853 durch den Edinburgher Arzt Alexander Wood (1817–1884). Viel verwendet wurde sie auch zur Verabreichung von Morphin im Amerikanischen Bürgerkrieg.
Das Pravaz-System (siehe Kanüle) ist nach ihm benannt.